# 張嘉莉
張嘉莉（英語：Clara Cheung），香港民主派人士、藝術策劃人，前香港灣仔區議會跑馬地選區議員。目前定居英國謝菲爾德。

## 從政

### 踏足政治
2019年反對逃犯條例修訂草案運動發生，灣仔區議會大坑選區區議員楊雪盈於2019年香港區議會選舉成立新的民主派地區組織「灣仔起步」，張嘉莉亦有加入，同時表示她正在跑馬地從事地區工作。

### 退出灣仔起步
張嘉莉認為社會運動組織的架構精簡後，行動可更俐落，故決定退出灣仔起步，但強調與灣仔起步的理念一致。

### 參選區議會
張嘉莉以獨立身分參選灣仔區議會跑馬地選區，獲民主派區選聯盟支持參選，最终以1,954票撃敗吳澤森（灣仔區議會前主席吳錦津之子，獲1,805票）及陳詠霞（2047香港監察成員，獲207票），成功當選。

## 移英後政治

### 反對中國於倫敦建大使館
中國選址位於倫敦市中心東側的前皇家鑄幣廠（Royal Mint Court）為其新的大使館。2025年6月，在英國政府宣佈接管中國新大使館的規劃審批後，原皇家鑄幣廠外先後有四次反對使館建設計劃的集會。參與集會的主力是在中國《香港國安法》實施後移民英國的港人，前香港灣仔區議員張嘉莉便是其中一位發起人。

## 外部連結
- 灣仔區議會 - 灣仔區議會議員資料 張嘉莉女士（页面存档备份，存于）
- 張嘉莉Facebook專頁 （页面存档备份，存于）

| 議會席位      | 議會席位                                               | 議會席位 |
| ------------- | ------------------------------------------------------ | -------- |
| 前任： 吳錦津 | 灣仔區議會 跑馬地選區區議員 2020年1月1日－2021年7月7日 | 空缺     |